# Büsum
Büsum – miejscowość w Niemczech, w kraju związkowym Szlezwik-Holsztyn, w powiecie Dithmarschen, siedziba związku gmin Büsum-Wesselburen.

## Współpraca międzynarodowa
- Camaret-sur-Mer, Francja
- Kühlungsborn, Meklemburgia-Pomorze Przednie